# Хмыловский (разъезд)
Хмыловский разъезд — железнодорожный разъезд на линии Угловая — Мыс Астафьева Дальневосточной железной дороги.
Построен в 1970-е годы для разъезда поездов, идущих на станцию Находка-Восточная, терминалы Восточного порта и в обратном направлении. Пассажирское сообщение с 2002 года отсутствует.

## Реконструкция
Масштабная реконструкция разъезда в 2008—2009 годах была обусловлена отсутствием резервов пропускной способности для запланированных объёмов перевозки нефти при строящихся на тот момент «Спецморнефтепорте Козьмино» и специализированной станции Грузовая. В связи с этим были уложены два приёмо-отправочных пути на разъезде Хмыловский, построен от станции Кузнецово до разъезда второй путь с путепроводом в районе остановочного пункта Радиостанция, возведён второй путь на мосту через реку Партизанскую. Реконструкция раздельного пункта производилась в расчёте на то, что он будет ориентирован на приём и передачу гружёных поездов, в то время как станция Находка — на обработку и отправку порожних цистерн со станции Грузовая.
Реконструированный разъезд рассчитан на приём и отправку 20-ти поездов весом 6,3 тыс. тонн ежесуточно.